# Poland China
La Poland China es una raza de ganado porcino originaria de Estados Unidos, concretamente del estado de Ohio.

## Descripción

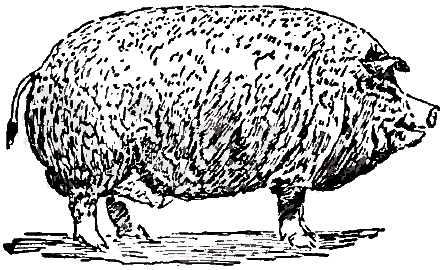
Cerdo de raza Poland China, dibujo de 1921.

Es una de las razas porcinas de mayor tamaño. Su coloración es negra en la mayor parte del cuerpo, excepto en la cara, en los pies y en el extremo de la cola, donde es blanca.

## Historia
Esta raza procede del cruce de los cerdos originarios del estado de Ohio con reproductores chinos, y posteriormente con cerdos de las razas Berkshire, Essex y otros procedentes de Irlanda, fijándose definitavamente la raza actual a mediados del siglo XIX. Originalmente la raza era conocida como cerdo del condado de Warren, pero en 1872 fue adoptada su denominación actual. A principios del siglo XX se orientó la utilización de esta raza hacia un mayor rendimiento cárnico, haciéndolo más productivo y económico.